# Pexopsis dongchuanensis
Pexopsis dongchuanensis är en tvåvingeart som beskrevs av Sun och Zhao 1993. Pexopsis dongchuanensis ingår i släktet Pexopsis och familjen parasitflugor.
Artens utbredningsområde är Yunnan (Kina). Inga underarter finns listade i Catalogue of Life.